# فرانسيس باور كوب
فرانسيس باور كوب (4 ديسمبر 1822-5 أبريل 1904) كانت كاتبة أنجلو أيرلندية وفيلسوفة ومفكرة دينية ومصلحة اجتماعية وناشطة مناهضة لتشريح الحيوانات الحية وقائدة لحملات حق المرأة في الاقتراع. وقد أسست عددًا من مجموعات الدفاع عن الحيوانات، بما في ذلك الجمعية الوطنية لمكافحة تشريح الحيوانات الحية (إن إيه فّي إس) في عام 1875 والاتحاد البريطاني لمنع تشريح الحيوانات الحية (بي يو إيه فّي) في عام 1898، وكانت عضوًا في المجلس التنفيذي للجمعية الوطنية لمنح المرأة حق الاقتراع في لندن.

## حياتها
كانت فرانسيس باور كوب تنتمي إلى عائلة كوب البارزة، المنحدرة من رئيس الأساقفة تشارلز كوب، صاحب سلطة البابا العليا في أيرلندا. وولدت في نيوبريدج هاوس في عقار العائلة في دوناباتي في مقاطعة دبلن حاليًا.
تلقت كوب تعليمها في المنزل بشكل رئيسي من قبل المربيات، وارتادت المدرسة في برايتون لفترة وجيزة. ودرست الأدب الإنجليزي واللغات الفرنسية والألمانية والإيطالية والموسيقى والكتاب المقدس. وكانت تقرأ كثيرًا في مكتبة العائلة خاصة عن الدين واللاهوت، واشتركت بالعديد من المكتبات، ودرست اليونانية والهندسة مع رجل دين محلي. ونظمت جدول دراستها الخاصة وانتهى بها الأمر بتعليم جيد جدًا.
في أواخر ثلاثينيات القرن التاسع عشر مرت كوب بأزمة في العقيدة. وما أعاد إيمانها هو اللاهوت الإنساني لثيودور باركر، الأمريكي صاحب الفلسفة المتعالية والداعي إلى إلغاء العبودية (واصلت لاحقًا تحرير كتابات باركر المجمعة). وبدأت بطرح أفكارها لتتحول إلى مقال عن الدين الحقيقي. ولكن والدها لم يوافق على ما تفعله وطردها من المنزل لفترة من الوقت. وواصلت الدراسة والكتابة على أي حال، وفي النهاية قامت بمراجعة المقال لتضعه في كتابها الأول مقال عن الأخلاق البديهية. وقد صدر المجلد الأول دون اسم في عام 1855.
في عام 1857 توفي والد كوب وترك لها راتبًا سنويًا. وانتهزت الفرصة للسفر بمفردها حول أجزاء من أوروبا والشرق الأدنى. وقادها ذلك إلى إيطاليا حيث التقت بمجتمع من النساء المستقلات بشكل مشابه مثل: إيسا بلاغدن التي شاركتها منزلها لفترة وجيزة، والنحاتة هارييت هوسمر، والشاعرة إليزابيث باريت براونينغ، والرسامة روسا بونهور، والعالمة ماري سمرفيل، والنحاتة الويلزية التي أصبحت شريكتها ماري لويد. وفي الرسائل والكتابات المنشورة أشارت كوب إلى لويد بالتناوب بلقب «الزوج» و«الزوجة» و«الصديقة العزيزة». كما تشكل لدى كوب ارتباط دائم بإيطاليا وذهبت إلى هناك بانتظام. وساهمت بالعديد من المقالات في الصحف والمجلات عن إيطاليا، والتي شكل بعضها كتابها «Italics» عام 1864.
بالعودة إلى إنجلترا، حاولت كوب العمل في إصلاحية سكن ريد والعيش مع المالكة ماري كاربنتر من عام 1858 حتى عام 1859. وأدت العلاقة المضطربة بين الاثنتين إلى ترك كوب المدرسة والانتقال منها.
ركزت كوب بعدها على الكتابة وبدأت بنشر مقالاتها الأولى في الدوريات الفيكتورية. وسرعان ما أصبحت ناجحة للغاية وتمكنت من إعالة نفسها من خلال الكتابة. بعد ذلك عاشت هي ولويد معًا في لندن. وحافظت كوب على تدفق مستمر من المقالات الصحفية، وأعيد إصدار العديد من هذه المقالات ككتب. وأصبحت كاتبة رائدة في صحيفة ذا إيكو اللندنية (لندن). وانخرطت كوب في الحملات النسوية لأجل حق الاقتراع، ولقبول النساء للدراسة في الجامعة بنفس شروط الرجال، ولحقوق ملكية المرأة المتزوجة. وكانت عضوًا في المجلس التنفيذي لجمعية لندن الوطنية لحق المرأة في الاقتراع. وقد أثرت مقالتها عام 1878 تعذيب الزوجة في إنجلترا على إقرار قانون القضايا الزوجية لعام 1878، والذي أعطى النساء المتزوجات بأزواج عنيفين الحق في الانفصال القانوني.